# Alexandra Stevenson
Alexandra Stevenson (* 21. Dezember 1980 in La Jolla, Kalifornien) ist eine ehemalige US-amerikanische Tennisspielerin.

## Karriere
Die Tochter von Julius Erving, die am liebsten auf Rasen spielt, begann im Alter von neun Jahren mit dem Tennissport.
1997 gewann sie zusammen mit Marissa Irvin die Doppelkonkurrenz der Juniorinnen bei den US Open. Im Finale besiegten sie Cara Black und Irina Seljutina mit 6:2, 7:6.
1999 wurde Stevenson Profispielerin. Noch im selben Jahr stand sie in der Einzelkonkurrenz von Wimbledon, nachdem sie als Qualifikantin an den Start gegangen war, sensationell im Halbfinale. Nach Siegen über Amy Frazier, Wolha Barabanschtschykawa, Julie Halard, Lisa Raymond und Jelena Dokić unterlag sie dort der späteren Siegerin Lindsay Davenport.
Auf der WTA Tour gewann sie an der Seite von Serena Williams 2002 den Doppeltitel des Turniers von Leipzig. Im selben Jahr erreichte sie mit Platz 18 ihre beste Position in der Weltrangliste; häufige Verletzungspausen ließen sie immer wieder weit in der Rangliste abrutschen. Im Einzel gewann sie zudem einen ITF-Titel.
Für die US-amerikanische Fed-Cup-Mannschaft bestritt sie 2003 zwei Partien; sie verlor ihr Einzel, gewann aber ihr Doppel an der Seite von Lisa Raymond.
Ihr letztes Profiturnier spielte sie im November 2018 in Toronto und wird seit Juli 2019 nicht mehr in den Weltranglisten geführt.

## Turniersiege

### Einzel
| Nr. | Datum            | Turnier | Kategorie   | Belag             | Finalgegnerin   | Ergebnis |
| --- | ---------------- | ------- | ----------- | ----------------- | --------------- | -------- |
| 1.  | 15. Februar 1998 | Midland | ITF $50.000 | Hartplatz (Halle) | Samantha Reeves | 7:6, 6:1 |

### Doppel
| Nr. | Datum              | Turnier | Kategorie   | Belag           | Partnerin       | Finalgegnerinnen              | Ergebnis |
| --- | ------------------ | ------- | ----------- | --------------- | --------------- | ----------------------------- | -------- |
| 1.  | 29. September 2002 | Leipzig | WTA Tier II | Teppich (Halle) | Serena Williams | Janette Husárová Paola Suárez | 6:3, 7:5 |